# Cầu Garigliano
Cầu Garigliano (tiếng Pháp: Pont du Garigliano) là một cây cầu bắc qua sông Seine thuộc địa phận Paris, Pháp. Cây cầu này nối liền Đại lộ Général-Martial-Valin thuộc khu Javel (quận 15) với Đại lộ Exelmans thuộc khu Auteuil (quận 16). Cây cầu này rất gần với trụ sở của France Télévision và Bệnh viện Georges-Pompidou.
| Métro Paris | Bến tàu điện ngầm: Exelmans hoặc Balard |

## Lịch sử
Từ năm 1863 đến năm 1962, phục vụ giao thông tại địa điểm này là Cầu cạn Auteuil (Viaduc d'Auteuil), còn có tên là Cầu cạn Point-du-Jour (Viaduc du Point-du-Jour), làm bằng gạch. Cây cầu này có hai tầng, trong đó tầng trên là dành cho tàu hoả còn tầng dưới là cho các phương tiện khác. Tuy nhiên đến năm 1963 do mật độ giao thông trên cầu và trên sông Seine ngày càng cao, người ta phải thay thế cây cầu cũ bằng một cây cầu mới do kiến trúc sư Davy và Thenault thiết kế. Công trình khánh thành ngày 1 tháng 9 năm 1966. Cầu được đặt theo tên một chiến thắng của tướng Alphonse Juin tại Garigliano, một con sông nhỏ nằm gần Napoli, Ý.
Cầu Garigliano gồm 3 nhịp, nhịp chính dài 93 m, 2 nhịp bên dài 58 m. Đây là cây cầu cao nhất Paris, nó cao hơn mực nước sông Seine 11 m. Vì đặc điểm này mà tại cầu đã diễn ra nhiều vụ tự tử, trong đó có vụ tự tử của chính trị gia Boris Fraenkel. Ngày 28 tháng 2 năm 2008, người ta đã tìm thấy tại chân cầu xác của Katoucha Niane, một người mẫu da đen hàng đầu của Pháp mất tích gần một tháng trước đó.